# Melinoides fulvitincta
Melinoides fulvitincta là một loài bướm đêm trong họ Geometridae.